# Ахмед III
Ахме́д III (Агмед III; нар. 30 грудня 1673 — пом. 1 липня 1736) — османський султан (1703–1730), 23-й в династії Османів, син султана Мехмеда IV. Вів переговори з гетьманом Іваном Мазепою та Пилипом Орликом про надання військової допомоги Україні в боротьбі проти Російської імперії. В 1711 османська армія під командуванням Ахмеда III розбила російські війська на чолі з Петром І у битві біля Ясс на річці Прут. Уклав Прутський мир (1711).

## Життєпис
Прийшов до влади 21 серпня 1703 року внаслідок яничарського повстання, але опісля намагався обмежити політичний вплив яничарів. За його правління державні посади стали доступніші для вільнонароджених мусульман. З одного боку це стимулювало культурний злет імперії, апогеєм якого стала так звана «доба тюльпанів». Помітну роль у розвитку високого османського мистецтва відіграли також немусульманські піддані імперії, передусім греки. З іншого боку дещо ослаб військовий та адміністративний апарат імперії. Незважаючи на перемоги над Російською державою під час Прутського походу 1711 року та над Чорногорією, османи зазнали поразок та територіальних втрат від австрійських військ на чолі з принцом Євгеном Савойським 1716—18 років. За Пожаревацькими мирними договорами 1718 року, імперія втратила на користь Австрії Белград, Банат і частину Волощини, тоді як Венеція внаслідок війни з османами 1714—1718 років отримала порти й землі на Мореї. Тільки занепад династії Сефевідів у Персії дав можливість османам розширити володіння на Закавказзі під час війни 1722 року. Проте їхні поразки спричинили повстання у Стамбулі, очолене албанцем Патроном Халілом, внаслідок якого Ахмед III був змушений 30 вересня 1730 року зректися престолу й доживати віку відстороненим від державних справ. Ахмедові наслідував його племінник Махмуд І.
Зовнішня політика Ахмеда III загалом спрямовувалася на уникання прямих військових конфліктів, свідченням чого, зокрема, було визнання ним українського гетьманського уряду Пилипа Орлика, надання притулку, але потім, у 1714 році, видворення шведського короля Карла XII, поступливість Петру I. За його правління імперія вперше відрядила до європейських країн, в тому числі і до Росії, тривалі дипломатичні місії.
Із правлінням Ахмеда III пов'язане проникнення до імперії ідей реформування та вестернізації, їхнє поширення у війську. На військову службу запрошувались іноземні військові експерти. Ахмед III був чуттєвою людиною, кохався в мистецтві, розвагах та веселощах — власне, завдяки цьому більша частина його правління й отримала назву «доби тюльпанів».
У 1727 році султан дав дозвіл на відкриття типографії для друку книжок османською та арабською мовами, при умові, що вона не друкуватиме релігійної літератури (проти цього заперечувало духовенство).

## Ахмед III і «доба тюльпанів»
Добою тюльпанів або ж lale devri — іменують епоху від 1718 року до кінця правління Ахмеда ІІІ. Її гаслом були слова поета Ахмеда Недіма: «Сміймось, і граймось, і світом кохаймось!». Час найбільшого розквіту високого османського мистецтва. За зразком Версаля в Стамбулі та поруч з ним будувалися палаци в стилі бароко і рококо — Саадабад, Гумаюнабад, Нешабад, Ферахабад, в палаці Топкапи була зведена будівля бібліотеки (1719), біля Святої Софії — фонтан Ахмеда III (1728).